# James Wordie
James Mann Wordie, MBE, (Glasgow, 26 aprile 1889 – Cambridge, 16 gennaio 1962), è stato un geologo ed esploratore scozzese.
Nato a Partick nei pressi di Glasgow (Scozia) si laurea in geologia presso la Glasgow Academy e l'Università di Glasgow per poi specializzarsi presso il St John's College di Cambridge nel 1912 ed iniziare il lavoro di ricerca. La sua attività lo mette in contatto con Frank Debenham e Raymond Priestley che hanno partecipato alla spedizione Terra Nova in Antartide sotto il comando di Robert Falcon Scott. Gli incontri con i due esploratori fanno crescere in Wordie il desiderio di partecipare ad una spedizione scientifica.
Nel 1914 Wordie si unisce alla spedizione Endurance sotto il comando di Ernest Shackleton, con il ruolo di geologo e capo dello staff scientifico. Nonostante la perdita dell'Endurance stritolata dai ghiacci del mare di Weddell nel 1915, Wordie tenta di mantenere alto il morale dell'equipaggio e riesce a compiere diverse osservazioni oceanografiche ed a raccogliere importanti campioni geologici.
Oltre alla spedizione Endurance Wordie ha partecipato ad altre otto spedizioni nelle regioni polari. Durante gli anni venti e trenta ha effettuato diverse spedizioni in Artico contribuendo a formare una nuova generazione di giovani esploratori quali ad esempio Vivian Fuchs, Gino Watkins e August Courtauld diventando di fatto un veterano dell'esplorazione. Successivamente diventa presidente dello Scott Polar Research Institute (SPRI) e poi presidente della Royal Geographical Society. Durante il suo mandato la Society realizza la prima scalata del monte Everest con Edmund Hillary e Tenzing Norgay. Da presidente dello SPRI aiutò Vivian Fuchs ed Edmund Hillary a realizzare il primo attraversamento del continente Antartico (cioè a realizzare il progetto di Shackleton del 1914).
Docente al St John's College gli viene attribuito l'ordine dell'Impero Britannico nel 1959.
Wordie contribuì alla britannica Naval Intelligence Division Geographical Handbook Series che venne pubblicata durante la seconda guerra mondiale.